# Proven Innocent
Proven Innocent es una serie de televisión de drama legal estadounidense creada por David Elliot que se estrenó el 15 de febrero de 2019 y finalizó el 10 de mayo de 2019 en FOX.

## Sinopsis
Proven Innocent está ambientado en una "firma de convicción injusta". Liderado por una abogada feroz e intrépida con hambre de justicia, 'Maddie' Scott el equipo reabre las investigaciones, poniendo en peligro sus propias vidas para exonerar a los inocentes que fueron "probados" culpables.  La motivación de nuestra protagonista proviene de su infame pasado; de joven fue declarada culpable y luego exonerada en un caso de alto perfil en el que se convirtió en una sensación de tabloide, nombre familiar y celebridad nacional.  Aunque es una heroína y una víctima para algunos, sus tácticas audaces y alcistas le valen algunos enemigos, uno de los cuales hará cualquier cosa para verla caer por un crimen que sabemos que no cometió.  La veremos defender a otros mientras lucha por mantener su propia inocencia".

## Elenco

### Principal
- Rachelle Lefevre como Madeline 'Maddie' Scott
- Russell Hornsby como Ezekiel ‘Easy’ Boudreau
- Nikki M. James como Violet Bell
- Vincent Kartheiser como Bodie Quick
- Riley Smith como Levi Scott
- Kelsey Grammer como Gore Bellows
- Clare O’Connor como la joven Madeline Scott

### Recurrente
- Elaine Hendrix como Susan Andrews
- Laurie Holden como Greta Bellows
- Caitlin Mehner como Heather Husband
- Tembi Locke como Vanessa Dale
- Tiffany Dupont como Nikki Russo
- Catherine Lidstone como Isabel Sanchez
- Candice Coke como Wren

## Episodios
| N.º | Título                                 | Dirigido por          | Escrito por                        | Fecha de emisión original | Código de prod. | Audiencia (millones) |
| --- | -------------------------------------- | --------------------- | ---------------------------------- | ------------------------- | --------------- | -------------------- |
| 1 | «Pilot»                                | Patricia Riggen       | David Elliot                       | 15 de febrero de 2019     | 1LBT01          | 3.08                 |
| Después de ser encontrada culpable de asesinato cuando era adolescente, la abogada Madeline Scott se dedica a liberar a los falsamente condenados. Su cliente más reciente, Harvey Birkbeck, es liberado después de que el fiscal Gore Bellows acuerde anular su condena antes de anunciar su candidatura a fiscal general del estado. Madeline y su equipo se ocupan del caso de Lucía Rincón, una mujer condenada por el asesinato de su hijo. El hermano de Madeline, Levi, se pelea con la familia de Rosemary Lynch, la chica a la que acusaron de matar, y Maddie tiene que defenderlo en la corte. A pesar de que se han encontrado pruebas de que la represión podría hundir la campaña de Bellows, el equipo convence a Maddie para que la utilice como palanca para liberar a Lucía. Bellows está de acuerdo, pero solo si Lucía se declara culpable de poner en peligro a un niño. Maddie la convence para que busque una apelación. Levi es despedido de su trabajo de entrenador, lo que le causa una recaída; él admite una relación secreta con Rosemary a Maddie sobre la que mintió en la corte. Frente a un juez hostil, el equipo prueba que Bellows presentó falso testimonio del esposo de Lucía, forzando a la corte a declararla inocente. En un flashback, una joven Maddie descubre a Levi de pie sobre el cuerpo de Rosemary. |                                        |                       |                                    |                           |                 |                      |
| 2 | «The Burden of Truth»                  | Howie Deutch          | Danny Strong y Adam Armus          | 22 de febrero de 2019     | 1LBT02          | 2.07                 |
| Maddie se encuentra balanceando el caso de Tamara Folsom, una mujer sentenciada a cadena perpetua por asesinato después de una supuesta violación, y su hermano, que enfrenta el arresto por no presentarse en la corte. Cuando las pruebas del caso de Tamara desaparecen del almacén, el equipo consigue localizar al hombre que intentó violarla, pero el juez se niega a conceder un nuevo juicio sin pruebas sólidas. Bellows da la bienvenida a su oficina a una nueva fiscal, Isabel Sánchez, para disgusto de su esposa. Maddie encuentra a Levi en un campamento de indigentes y confirma su relación con Rosemary. Con los números de su encuesta hundiéndose debido a las intensas críticas de Maddie a su historial, se le dice a Bellows que la difame a cambio, pero al final decide no hacerlo, para evitar que se convierta en un tema de campaña. El equipo identifica a una posible nueva sospechosa, Celeste Adams, pero no encuentran nada que sugiera que ella sea la asesina. La esposa de Easy lo confronta por anteponer su carrera a la de su familia. Violet descubre que Celeste trabajaba como prostituta cuando Tamara fue condenada, y que el hombre asesinado era su chulo. Easy y Maddie identifican al verdadero asesino como uno de los controladores de Celeste, y Tamara es liberada. Maddie visita la tumba de Rosemary y jura encontrar a su asesino.                                                                              |                                        |                       |                                    |                           |                 |                      |
| 3 | «A Minor Confession»                   | Elodie Keene          | Wendy West                         | 1 de marzo de 2019        | 1LBT03          | 2.57                 |
| Easy es reclutado por su pastor para liberar a William Hurston, un joven de 19 años que ha pasado cinco años en prisión por un asesinato que confesó falsamente. El equipo obtiene un nuevo juicio al probar la mala conducta del jurado, pero Brody pronto se entera de que un posible nuevo sospechoso, un hombre llamado Rabbit, ya está muerto. La furia de Boudreau por el caso y los problemas con su hijo Michael en casa lo hacen extremadamente tenso y irritable en el trabajo. Madeline hace campaña para el oponente de Bellows, así que Bellows hace arreglos para que la madre de Rosemary la critique indirectamente en los medios de comunicación. El acuerdo con la fiscalía de Levi es revocado después de que un hombre al que agredió presenta nuevas pruebas que convencen a la fiscalía para que busque un juicio. Con información de Brody, Easy desacredita al testigo estrella de Bellows; Bellows responde desacreditando al testigo de Madeline. Easy admite que teme que lo que le pasó a William le pase a Michael. El equipo decide poner a William en el estrado, y con un fuerte argumento de cierre de Easy, ganan al jurado y lo liberan. Violet encuentra un nuevo vínculo entre Levi y Rosemary mirando los cuadernos de viaje. Levi entra en la casa de Madeline sin ser invitado a explicárselo, pero se va una vez que se da cuenta de que ahora ella le tiene miedo.                                                             |                                        |                       |                                    |                           |                 |                      |
| 4 | «The Shame Game»                       | Howie Deutch          | Danny Strong                       | 8 de marzo de 2019        | 1LBT04          | 1.90                 |
| Un abogado remite a su cliente, Sarah Bukhari, al equipo; Bukhari, una mujer musulmana, se enfrenta a un nuevo juicio por el asesinato de su bebé a pesar de su afirmación de que nació muerto; la desaprobación personal de Easy del aborto es suficiente para que se niegue a ayudar a Madeline en el caso. Gore da los últimos toques a la "Ley de Rosemary", un proyecto de ley diseñado únicamente para arruinar la firma de Madeline y su carrera. Bodie trae a un testigo experto excéntrico, pero el juez, un cristiano conservador, demuestra su parcialidad al hacer preguntas muy selectivas. Easy, dividido entre sus creencias y su sentido de la justicia, ofrece su ayuda proponiendo que Madeline se centre en el estado de ánimo de Sarah para influir en el juez; una conversación con sus padres revela que Sarah decidió ocultar su embarazo porque el padre, Ben Bollinger, era católico y le habían prohibido salir con él. Gore intimida a un senador estatal clave para que apoye su proyecto de ley. Easy convence a Sarah para que testifique, pero solo la intervención de una fiscal simpática obliga al juez a liberarla en base al tiempo cumplido. Madeline descubre que Rosemary puede haber estado abusando de Adderall en el momento de su muerte. |                                        |                       |                                    |                           |                 |                      |
| 5 | «Cross to Bear»                        | Mario Van Peebles     | Stacy A. Littlejohn                | 15 de marzo de 2019       | 1LBT05          | 1.97                 |
| Richard Falcone, un policía corrupto, intimida al último cliente de Madeline para que se retire de la corte. Después de haber sido encarcelada brevemente por desacato tras un arrebato emocional, decide buscar un nuevo cliente sólo para desacreditarlo. Su elección es Ronnie Peterson, un supuestamente reformado supremacista de la supremacía blanca inculpado por Falcone por un crimen de odio; Violet no está de acuerdo y se niega a ayudar. Levi va tras Toby Kissell, que testificó en su contra y que cree que pudo haber matado a Rosemary. Falcone tiene al equipo acosado por investigarlo, y el hijo de Easy lo llama hipócrita por defender a Peterson. Bodie recoge a un testigo que es arrestado justo antes de que pueda testificar, lo que hace que Peterson le grite un insulto racial a Easy. Madeline echa a Kissell de su oficina cuando viene a quejarse. Bodie localiza al sucio excompañero de Falcone, pero se niega a testificar sin inmunidad. Violet se reconcilia con Madeline cuando admite que se equivocó al ignorar las preocupaciones de esta última. Bellows acepta conceder la inmunidad, pero no para el caso de Peterson; Greta lo convence de que cambie de opinión. Falcone es arrestado, Bellows difama a su oponente por protegerlo y Peterson queda libre. Kissell se ahorca por culpa. |                                        |                       |                                    |                           |                 |                      |
| 6 | «A Cinderhella Story»                  | Rashaad Ernesto Green | Adam Armus y David Elliot          | 22 de marzo de 2019       | 1LBT06          | 2.33                 |
| Madeline recibe una súplica personal de Adele Meyerson, condenada por matar a su madre adoptiva Jane. El equipo se centra en dos sospechosos potenciales, incluyendo a la tía de Adele. Bellows conoce a Rick Zahn, un donante rico que le pide que mate una investigación criminal a cambio de su apoyo. Madeline prueba la mala conducta de la fiscalía y obtiene un nuevo juicio, pero Bodie se entera de que ambos sospechosos tienen coartadas sólidas. Adele les señala a Grant Thargard, quien testificó en su contra. Madeline y Levi asisten al funeral de Kissell, donde Madeline se encuentra con Linda, una excompañera de clase que la insta a dejar de investigar la muerte de Rosemary. Madeline revela en la corte que Grant cometió perjurio en el juicio original. Un investigador que ha estado siguiendo el caso de Adele informa al equipo que sospecha que un asesino en serie asesinó a Jane. El asesino, Carter Leopold, estaba vinculado a otros cinco asesinatos, pero fue absuelto. Bellows acepta la oferta de Zahn. Leopold invoca la quinta, creando suficientes dudas razonables de que el jurado encuentra inocente a Adele. Sin embargo, Violet le muestra a Madeline una grabación que revela que Adele era culpable y manipuló al equipo para que la liberara. Cuando el novio de Madeline, Dylan, es vinculado a un artículo que la ataca, ella lo ataca fuera de su apartamento.                                                    |                                        |                       |                                    |                           |                 |                      |
| 7 | «Living and Dying in East Cleveland»   | Sharat Raju           | Tina Mabry                         | 29 de marzo de 2019       | 1LBT07          | 1.92                 |
| Una activista de derechos civiles, Amina Jackson, desafía a Madeline a defender a Davon Watkins, un traficante de drogas condenado a muerte por el asesinato del oficial de narcóticos Steve Sampson. Davon afirma que la policía le tendió una trampa usando un testigo corrupto, que Madeline verifica. Zahn trae un operativo de campaña de alto poder, interrumpiendo el entorno de la oficina de Bellows. El equipo se entera de que varios coches idénticos al vinculado a la muerte de Sampson fueron alquilados en ese momento, y Bodie encuentra a otra testigo original, Nancy Curtis. Levi despide a Madeline, la vuelve a contratar por desesperación cuando su juicio va mal, y luego la despide de nuevo. Madeline, Violet y Amina aprenden de Nancy que la muerte de Sampson no fue accidental, sino premeditada. Sanchez consigue que el fiscal de Levi le ofrezca un acuerdo para que asista a la clase de manejo de la ira; ella tiene la intención de aflojarlo para que su oficina pueda forzar un nuevo juicio de él y su hermana. Un amigo de Davon identifica al asesino de Sampson, quien acepta testificar pero es asesinado antes de que pueda. Con su declaración jurada en la mano, Madeline consigue que un juez conceda una suspensión de la ejecución para el caso de Davon hasta que ella pueda reunir más pruebas. Un flashback muestra la primera reunión de Madeline con Easy, quien encuentra las pruebas para sacarla de la cárcel. |                                        |                       |                                    |                           |                 |                      |
| 8 | «The Struggle for Stonewall»           | Danny Strong          | Danny Strong y Tesia Walker        | 5 de abril de 2019        | 1LBT08          | 1.70                 |
| Madeline se encarga de un caso difícil: Cindy Whitman, una mujer transgénero que supuestamente asesinó a la activista de derechos trans Vanessa Evans en 1982. Sin embargo, Cindy no está dispuesta a salir de la cárcel, porque no sabe nada más. El héroe de Violet, Ira Glass, hace una aparición como invitado en su podcast, y más tarde la invita a cenar. Bellows presiona a Sanchez para que encuentre algo que pueda usar para acusar a Madeline, ya que al hacerlo ganaría las elecciones. Mientras está en el campo, Bodie es confundido con un hombre gay y atacado. Ira le ofrece a Violet la oportunidad de presentar su propio programa, pero solo si deja el equipo. El equipo mira a Thomas Stone, un defensor de los derechos de los homosexuales que discutió con Vanessa, pero cuando es absuelto de toda sospecha, Violet obtiene ilegalmente los expedientes médicos de la difunta esposa del exnovio de Vanessa; Madeline lo obliga a revelar ante el tribunal que ella mató a Vanessa por celos. Sanchez emborracha a Levi y se entera de que Madeline no se unió a la búsqueda de Rosemary antes de que la encontraran muerta. Violet le dice a Ira que ama demasiado su trabajo como para aceptar su oferta. Cindy está nerviosa por su libertad, pero Thomas le da la bienvenida de vuelta a su bar con los brazos abiertos. Madeline decide ser bisexual con su madre.                                                                       |                                        |                       |                                    |                           |                 |                      |
| 9 | «Acceptable Losses»                    | Anna Mastro           | William N. Fordes y Rachel Borders | 12 de abril de 2019       | 1LBT09          | 1.74                 |
| Daniel Hernandez, un violador y asesino convicto, provee a la firma con evidencia de ADN que lo exonera, pero antes de que puedan resolver el caso, Madeline es llamada a Ohio para asistir a Davon cuando se restablezca su orden de ejecución. Easy es capaz de liberar a Hernandez de la violación, pero el juez, su exinstructor de derecho Elijah Fry, se niega a anular la condena por asesinato. Incapaz de bloquear la orden, Madeline apunta a Troy Dalton, el líder de la banda que incriminó a Davon. Easy y Bodie utilizan las pruebas de ADN para localizar a otra mujer que fue violada por el verdadero asesino, un abogado llamado Bob Calloway, pero Fry les impide recoger su ADN. Levi le pide a Linda información sobre otros exalumnos que abusaron de Adderall. Easy y Bodie consiguen que el amigo de Galloway, Eddie DuBar, testifique en su contra; el juez Fry cancela la audiencia cuando se confunde sobre la presencia o no de un jurado. Bellows decide apoyar el restablecimiento de la pena de muerte aunque no la favorezca personalmente. El juez Fry se da cuenta de que tiene demencia y se retira del banquillo; su reemplazo libera a Hernandez del asesinato. La apelación final de Davon es denegada, y su ejecución se lleva a cabo a pesar de una moción de emergencia ante el Tribunal Supremo y un recurso de clemencia. A Wren se le concede la libertad condicional.                                                       |                                        |                       |                                    |                           |                 |                      |
| 10 | «SEAL Team Deep Six»                   | Elodie Keene          | Aaron Carew                        | 19 de abril de 2019       | 1LBT10          | 1.90                 |
| Madeline le consigue a Wren un trabajo para ayudar con su libertad condicional, y Nikki y Bodie deciden empezar de nuevo. La firma es llevada al caso de la marinera de la Marina Rachel Clarke, una excandidata del SEAL acusada del asesinato del comandante naval Chris Moore. Ante el acoso de las autoridades navales, consiguen descubrir pruebas de un encubrimiento y disponen de tres días para probar su caso. Levi se enfrenta a Heather y tiene una pista sobre un lugar llamado "Sparrow Ridge". A través de una conexión, Madeline se entera de que el suegro de Moore, el almirante Dunlap, peleó con él antes de su muerte. Proporciona una coartada, pero insinúa una tensión romántica entre Moore y Clarke. Clarke explica entonces que Moore le confió sobre las pesadillas de una misión durante su servicio. Gore ordena que se drague el lago cerca de la escena de la muerte de Rosemary, en busca de un arma homicida. Nikki le pide a Bodie que ayude a cuidar a su sobrino Nathan. Madeline y el abogado de Rachel descubren que la unidad de Moore cometió una masacre y que un soldado, Martin Anderson, asesinó a un civil y luego a Moore para evitar un consejo de guerra. Posteriormente Dunlap reinstala a Clarke en el programa SEAL. Sparrow Ridge resulta ser una casa abandonada, y cuando Levi y Madeline la registran, encuentran los nombres de la camarilla de Rosemary y Heather en el sótano.                                |                                        |                       |                                    |                           |                 |                      |
| 11 | «Shaken»                               | Jon Amiel             | Terri Kopp y Adam Scott Weissman   | 26 de abril de 2019       | 1LBT11          | 1.69                 |
| 12 | «In Defense of Madeline Scott, Part 1» | Jennifer Phang        | Stacy A. Littlejohn y David Elliot | 3 de mayo de 2019         | 1LBT12          | 1.57                 |
| 13 | «In Defense of Madeline Scott, Part 2» | Howie Deutch          | Adam Armus                         | 10 de mayo de 2019        | 1LBT13          | 1.66                 |

## Producción

### Desarrollo
El 4 de agosto de 2017, se anunció que FOX había dado la producción, entonces titulada Infamy, un guion más compromiso de penalización. El episodio piloto fue escrito por David Elliot, quien está listo para producir junto a Danny Strong y Stacy Greenberg. Las compañías de producción involucradas con el piloto incluyen Danny Strong Productions y 20th Century Fox Television. El 1 de febrero de 2018, se anunció que Fox había dado a la producción una orden piloto. El 9 de mayo de 2018, se anunció que Fox le había dado a la producción, ahora titulada Proven Innocent, una orden de serie. Pocos días después, se anunció que la serie se estrenaría en 2019 como reemplazo de mitad de temporada.
El 29 de octubre de 2018, se anunció que la serie se estrenaría el 15 de febrero de 2018.

### Casting
El 21 de febrero de 2018, se anunció que Russell Hornsby había sido elegido para el papel masculino principal del piloto. En marzo de 2018, se informó que Rachelle Lefevre, Vincent Kartheiser, Riley Smith, Brian d'Arcy James, Clare O'Connor, y Nikki M. James se habían unido al elenco principal como habituales de la serie. El 1 de junio de 2018, se anunció que Kelsey Grammer había sido elegido para reemplazar a d'Arcy James en el papel de Gore Bellows (antes Cole Bellows). En septiembre de 2018, se informó que Elaine Hendrix y Laurie Holden habían desempeñado papeles recurrentes. En octubre de 2018, se anunció que Caitlin Mehner, Tembi Locke, Tiffany Dupont, y Catherine Lidstone también se habían unido al elenco en una capacidad recurrente. El 1 de noviembre de 2018, se informó que Candice Coke había desempeñado un papel recurrente.

## Lanzamiento

### Marketing
El 14 de mayo de 2018, Fox lanzó el primer tráiler de la serie. El 16 de enero de 2019 se lanzó otro tráiler.

### Distribución
En Italia, el estreno de la serie está previsto para el 19 de febrero de 2019, en Fox Crime. En Reino Unido, el estreno de la serie está previsto para marzo de 2019 en Universal TV.

## Recepción

### Críticas
En Rotten Tomatoes la serie tiene un índice de aprobación del 25%, basado en 16 reseñas, con una calificación promedio de 6.12/10. El consenso crítico del sitio dice, «El jurado encuentra a Proven Innocent en las acusaciones de ensillar a los actores finos con diálogos toscos, rellenar sus argumentos con trucos triviales anticuados y hacer perder el tiempo a los espectadores con fórmulas de procedimiento de rutina, siendo culpables de todos los cargos.» Metacritic, tiene puntaje promedio ponderado de 47 sobre 100, basada en 10 reseñas, lo que indica «críticas mixtas o medias».

### Audiencias
| N.º | Título                                 | Fecha de emisión      | ÍA/CP (18–49) | Audiencia (millones) | DVR (18–49) | Audiencia DVR (millones) | Total (18–49) | Audiencia total (millones) |
| --- | -------------------------------------- | --------------------- | ------------- | -------------------- | ----------- | ------------------------ | ------------- | -------------------------- |
| 1   | «Pilot»                                | 15 de febrero de 2019 | 0.5/3         | 3.08                 | 0.4         | 2.34                     | 0.9           | 5.42                       |
| 2   | «The Burden of Truth»                  | 22 de febrero de 2019 | 0.4/2         | 2.07                 | 0.2         | 1.62                     | 0.6           | 3.88                       |
| 3   | «A Minor Confession»                   | 1 de marzo de 2019    | 0.5/3         | 2.57                 | 0.4         | 1.82                     | 0.8           | 4.39                       |
| 4   | «The Shame Game»                       | 8 de marzo de 2019    | 0.4/2         | 1.90                 | 0.3         | 1.75                     | 0.7           | 3.65                       |
| 5   | «Cross to Bear»                        | 15 de marzo de 2019   | 0.4/2         | 1.97                 | 0.2         | 1.58                     | 0.6           | 3.55                       |
| 6   | «A Cinderhella Story»                  | 22 de marzo de 2019   | 0.4/2         | 2.33                 | 0.3         | 1.52                     | 0.7           | 3.85                       |
| 7   | «Living and Dying in East Cleveland»   | 29 de marzo de 2019   | 0.4/2         | 1.92                 | 0.2         | 1.53                     | 0.6           | 3.45                       |
| 8   | «The Struggle for Stonewall»           | 5 de abril de 2019    | 0.4/2         | 1.70                 | 0.2         | 1.60                     | 0.6           | 3.30                       |
| 9   | «Acceptable Losses»                    | 12 de abril de 2019   | 0.4/2         | 1.74                 | 0.2         | 1.38                     | 0.6           | 3.12                       |
| 10  | «SEAL Team Deep Six»                   | 19 de abril de 2019   | 0.4/2         | 1.90                 | 0.2         | 1.36                     | 0.6           | 3.25                       |
| 11  | «Shaken»                               | 26 de abril de 2019   | 0.3/2         | 1.62                 | 0.3         | 1.42                     | 0.6           | 3.11                       |
| 12  | «In Defense of Madeline Scott, Part 1» | 3 de mayo de 2019     | 0.3/2         | 1.57                 | 0.3         | 1.27                     | 0.6           | 2.84                       |
| 13  | «In Defense of Madeline Scott, Part 2» | 10 de mayo de 2019    | 0.4/2         | 1.66                 | 0.2         | 1.28                     | 0.6           | 2.94                       |